# Deltochilum valgum
Deltochilum valgum (лат.) — вид жуков семейства пластинчатоусые (Scarabaeidae).

## Описание
Deltochilum valgum является ночным видом, который ведёт хищный образ жизни и специализируется на питании исключительно многоножками, предпочитая раненых и мёртвых. Длина жука составляет 7-8 мм.
В типичных атаках жук хватает многоножку средними и удлинёнными изогнутыми задними ногами, а затем кусает добычу в сочленения между сегментами тела и стремится отгрызть жертве голову. Многоножка в попытке сопротивления сворачивается в кольцо и начинает биться во все стороны, нанося жуку удары туловищем. Мёртвую добычу жук тащит в укромное место и выедает внутренности.
Вид широко распространён в тропических лесах Центральной Америки. Два подвида: Deltochilum valgum subsp. acropyge (Bates, 1887) и Deltochilum valgum subsp. longiceps (Paulian, 1938).